# Chiesa di Sant'Andrea dei Cocchieri
La chiesa di Sant'Andrea dei Cocchieri (anche chiesa di Sant'Andrea Apostolo dei Cocchieri o chiesa di Sant'Andrea a Capuana, già ex chiesa di San Lorenzo detta di San Lorenzello) è un antico luogo di culto cattolico del centro storico di Napoli; è sita in via dei Tribunali, nei pressi della chiesa di Santa Maria della Pace.

## Storia e descrizione
La struttura risale al XIV-XV secolo.
In origine vi era la parrocchia di San Cristoforo, ma nel XVI secolo venne concessa ai Padri Ospedalieri, mentre, sul finire del medesimo secolo, la gestione parrocchiale passò alla chiesa di San Tommaso a Capuana; nel 1580 fu tenuta dalla congrega di Santa Maria degli Angeli e divenne una delle cappelle della congrega dei cocchieri napoletani. Fu quindi inglobata nel perimetro del Palazzo in via Tribunali (n. 169).
È caratterizzata da una facciata aperta da una grande finestra a lunetta, di derivazione termale, che alleggerisce il registro superiore del prospetto; assai più massiccio risulta il basamento, dove si trova solo il semplice portale d'ingresso al tempio.
L'interno è ad aula unica, come tutte le chiese di congrega, vi erano forse delle tele riguardanti i santi titolari e una tela di Francesco De Maria.
La chiesa è abbandonata allo stato di degrado da diversi decenni e sono mancati restauri conservativi che hanno ulteriormente danneggiato la struttura; mancano del tutto le fasce del portale in marmo e dell'annessa trabeazione.
Nel 2025 sono partiti i lavori di restauro finanziati con fondi europei del progetto Unesco per il centro storico di Napoli.